# Kool & the Gang
Kool & the Gang američki je R&B, soul, funk, disco glazbeni sastav.
Osnovala su ga 1964. braća Robert „Kool” i Ronald Bell pod imenom Jazziacs, a pod današnjim imenom počeli su nastupati pet godina poslije. Komercijalni vrhunac doživjeli su krajem 1970-ih i početkom 1980-ih iz kojeg su vremena njihove najveće uspješnice poput „Celebration“, „Ladies Night“, „Jungle Boogie“, „Hollywood Swinging” i „Open Sesame“.
Dva su puta nagrađeni nagradom Grammy (skladbe "Summer Madness" iz filma Rocky  te "Open Sesame" s albuma filma Groznica subotnje večeri), a sedam puta nagradom American Music Awards.

## Studijski albumi
- Kool and the Gang (1969.)
- Music Is the Message (1972.)
- Good Times (1972.)
- Wild and Peaceful (1973.)
- Light of Worlds (1974.)
- Spirit of the Boogie (1975.)
- Love & Understanding (1976.)
- Open Sesame (1976.)
- The Force (1977.)
- Everybody's Dancin' (1978.)
- Ladies' Night (1979.)
- Celebrate! (1980.)
- Something Special (1981.)
- As One (1982.)
- In the Heart (1983.)
- Emergency (1984.)
- Forever (1986.)
- Sweat (1989.)
- Unite (1992.)
- State of Affairs (1996.)
- Gangland (2001.)
- The Hits: Reloaded (2004.)
- Still Kool (2007.)
- Kool for the Holidays (2013.)
- Perfect Union (2021.)

## Vanjske poveznice
- Službene stranice sastava